# Triepeolus mojavensis
Triepeolus mojavensis är en biart som beskrevs av Linsley 1939. Triepeolus mojavensis ingår i släktet Triepeolus och familjen långtungebin. Inga underarter finns listade i Catalogue of Life.